# Isabel Segura i Soriano
Isabel Segura i Soriano (Barcelona, 1954) és una historiadora, investigadora i assagista especialitzada en història de l'àmbit feminista. És Llicenciada en Història per la Universitat de Barcelona l'any 1977. Un dels seus interessos ha estat conèixer com vivien i què feien les dones, dins la història urbana, especialment a la ciutat de Barcelona.

## Trajectòria
Als seus llibres ha tractat la defensa dels drets de la dona a l'educació i la professionalització, les vagues al sector del tèxtil, l'avortament i la maternitat lliure, entre d'altres temes centrats en la lluita feminista. És membre de l'Associació Col·legial d'Escriptors de Catalunya.
Va ser directora literària de la col·lecció "Clàssiques Catalanes", de l'editorial LaSal, i d'Espai de Dones d'Edicions de l'Eixample, fins al 1993, quan va rebre el «Premi 8 de març de Maria Aurèlia Capmany». Ha comissariat nombroses exposicions, totes relacionades amb les dones i el feminisme, entre les quals destaquen: «50è aniversari del dret de vot de les dones» (1981); «Les dones i la ciutat de Barcelona» (1995); «Dones de l'Hospitalet. Itineraris històrics» (1998).
La història, la literatura i l'urbanisme configuren els seus centres d'interès. Els seus últims treballs inscriuen la història i la literatura de les dones en dues geografies urbanes de gran intensitat i riquesa: Barcelona i l'Havana.
L'any 2019, publicà el llibre Barcelona feminista 1975-1988, el qual retrata i documenta l'explosió de llibertat que van protagonitzar les dones després de la mort del dictador Francisco Franco i que va prendre forma a les Jornades Catalanes de la Dona el 1976. El llibre, amb una part gràfica destacada, és una invitació a crear un fil conductor que lliga totes les lluites de les dones del país.

## Llibres publicats
- Romances de señoras - Barcelona - Ed. Altafulla 1981 - ISBN 9788485403288
- Un dia qualsevol - història de la vida quotidiana de les dones - Ed: Ajuntament de Barcelona - Afers Socials i Joventut. Programa Dona: Centre de Documentació de la Dona, DL 1989
- Guía de mujeres de Barcelona: recorridos históricos - Ajuntament de Barcelona, Regidoria d'Edicions i Publicacions, 1995 - ISBN 84-7609-773-5
- Viatgers catalans al Carib: Cuba - Barcelona - Ed: Publicacions de l'Abadia de Montserrat -1997 - ISBN 8478268170
- Dones de l'Hospitalet - Itineraris històrics - Ed: Ajuntament de L'Hospitalet de Llobregat - 1998
- 7 passejades per l'Havana - Barcelona - Ed: La Campana - 1999 - ISBN 978-84-88791-66-5
- Dones de Sant Andreu - Ed: Ajuntament de Barcelona - 2001 - ISBN 978-84-7609-968-1
- Dones de Sant Martí - Ed: Ajuntament de Barcelona 2002 - ISBN 9788476099858
- La Habana para mujeres - Circe Ediciones, Barcelona 2003. ISBN 8477652104
- Els feminismes de Feminal - Barcelona - Departement de l Presidència. Generalitat de Catalunya - 2007 - ISBN 9788439375883
- Memòria d'un espai Institut de Cultura i Biblioteca Popular de la Dona, Abadia de Montserrat, 2007. ISBN 978-84-8415-929-2
- Viajeras a la Habana - Ed. Meteora - Barcelona . 2008 - ISBN 978-8495623638
- Dones de l'Eixample - Barcelona - Ed: Ajuntament de Barcelona - 2009 - ISBN 978-84-9850-171-1
- La modernitat a la Barcelona dels cinquanta. Arquitectura industrial.- Barcelona - Ed: Ajuntament de Barcelona - 2010 - ISBN 9788498502152
- Els viatges de Clotilde Cerdà i Bosch - Edicions Tres I Quatre - València - 2013 ISBN 978-8475029344
- Barcelona-Chicago-Nueva York, 2013 - Ed: Ajuntament de Barcelona. ISBN 978-84-9850-455-2
- Barcelona, ciutat de llibres - Ed: Ajuntament de Barcelona - 2016 - ISBN 9788498508802
- Barcelona. La metròpoli en l'era de la fotografia, 1860-2004 - Ed: Ajuntament de Barcelona, 2016. ISBN 978-84-9850-852-9
- Cuines de Barcelona - Barcelona - Ed: Comanegre - 2017 - ISBN 9788417188184
- Barcelona en construcció - Barcelona - Ed: Viena - 2017 - ISBN 9788483309636
- Barcelona feminista - Ed: Ajuntament de Barcelona - 2018 - ISBN 9788491561699
- Barcelona feminista 1975-1988 - Ed: Ajuntament de Barcelona - 2019 - 978-84-9156-169-9